# 副總河
副總河，為清朝官制名稱，雍正、乾隆时为治理黄河、京杭运河河道，作为河道总督的副职设立，驻扎河都驻地以外的重要地段。
雍正二年（1724年）河南武陟县、中牟县、郑州黄河决口，雍正帝任命嵇曾筠为副总河管理河南全省河务，驻扎武陟。雍正七年（1729年），改河道总督为南河总督，副总河为河南山东河道总督（東河總督）。雍正八年（1730年）南河總督、東河總督、北河總督分治之后，雍正帝又分别在三处设立副总河：
- 北河副总河，雍正九年（1731年）设置，驻扎固安县，乾隆元年（1736年）四月，裁撤。
- 東河副总河，雍正九年（1731年）设置，雍正十三年（1735年）十月，裁撤。嘉庆十九年至二十年（1814年—1815年）一度恢复设立東河副总河。
- 南河副总河，雍正九年（1731年）设置，驻扎徐州，乾隆二年（1737年）十二月，裁撤。乾隆二十二年至二十三年（1757年—1758年）、嘉庆十一年至十五年（1806年—1810年）、道光六年至九年（1826年—1829年）一度恢复设立南河副总河。

歷任副總河
| 姓名             | 籍貫             | 任職日期                       | 去職日期                       | 備註             |
| 分治之前的副总河 | 分治之前的副总河 | 分治之前的副总河               | 分治之前的副总河               | 分治之前的副总河 |
| ---------------- | ---------------- | ------------------------------ | ------------------------------ | ---------------- |
| 嵇曾筠           | 江苏常州府无锡县 | 雍正二年（1724年）闰四月十三   | 雍正七年（1729年）三月初七     |                  |
| 南河副总河       |                  |                                |                                |                  |
| 西柱             |                  | 雍正六年（1728年）正月初三     | 雍正八年（1730年）九月十一     |                  |
| 朱藻             | 汉军镶白旗       | 雍正八年（1730年）九月十一     | 雍正九年（1731年）九月廿八     |                  |
| 高斌             | 满洲镶黄旗       | 雍正十一年（1733年）二月十二   | 雍正十一年（1733年）十二月十五 |                  |
| 顾琮             | 汉军镶黄旗       | 雍正十一年（1733年）八月十九   | 雍正十二年（1734年）十二月十六 |                  |
| 白鍾山           | 汉军镶白旗       | 雍正十二年（1734年）七月初一   | 雍正十二年（1734年）十二月十六 |                  |
| 刘永澄           |                  | 雍正十二年（1734年）十二月十八 | 乾隆元年（1736年）十一月初五   |                  |
| 德尔敏           | 满洲镶蓝旗       | 乾隆元年（1736年）十一月初六   | 乾隆二年（1737年）十二月十四   |                  |
| 完颜伟           | 满洲镶黄旗       | 乾隆六年（1741年）二月十二     | 乾隆六年（1741年）八月十七     |                  |
| 嵇璜             | 江苏常州府无锡县 | 乾隆二十二年（1757年）正月廿七 | 乾隆二十三年（1758年）正月廿五 |                  |
| 徐端             | 浙江湖州府德清县 | 嘉庆十一年（1806年）六月十四   | 嘉庆十三年（1808年）三月二十   |                  |
| 那彦成           | 满洲正白旗       | 嘉庆十三年（1808年）三月二十   | 嘉庆十三年（1808年）十二月廿九 |                  |
| 徐端             | 浙江湖州府德清县 | 嘉庆十三年（1808年）十二月廿九 | 嘉庆十五年（1810年）七月廿九   |                  |
| 潘锡恩           | 安徽宁国府泾县   | 道光六年（1826年）三月廿九     | 道光九年（1829年）             |                  |
| 北河副总河       |                  |                                |                                |                  |
| 徐湛恩           | 汉军正蓝旗       | 雍正八年（1730年）十二月十九   | 雍正十一年（1733年）八月十九   |                  |
| 定柱             | 满洲             | 雍正十一年（1733年）八月十九   | 乾隆元年（1736年）四月十七     |                  |
| 东河副总河       |                  |                                |                                |                  |
| 高斌             | 满洲镶黄旗       | 雍正九年（1731年）九月廿八     | 雍正十三年（1735年）二月廿一   |                  |
| 孙国玺           | 汉军正白旗       | 雍正九年（1731年）二月二十     | 雍正十年（1732年）十一月十六   | 署理             |
| 阿兰泰           |                  | 雍正十年（1732年）十一月十七   | 雍正十二年（1734年）十二月十八 | 署理             |
| 刘勷             | 山西汾州府介休县 | 雍正十二年（1734年）十二月十八 | 雍正十三年（1735年）十月十一   |                  |
| 李鸿宾           | 江西九江府德化县 | 嘉庆十九年（1814年）五月廿八   | 嘉庆二十年（1820年）正月十七   |                  |